# 瀬見博
瀬見 博（せみ ひろし、1950年10月7日 - ) は、大阪府大阪市出身の教育者。元関西学院大学商学部教授。元大阪市立大学商学部非常勤講師。元ワシントン大学客員研究員。元大阪女学院短期大学非常勤講師。元同志社大学大学院総合政策科学研究科非常勤講師。元神戸商科大学大学院経営学研究科経営情報科学専攻非常勤講師。元大阪経済大学非常勤講師。元学校法人ポプラ学園理事。元ポプラ介護福祉学校校長。元関西学院大学体育会ラグビー部部長。

## 経歴
1950年(昭和25年)10月7日大阪市に生まれる。1969年、大阪府立北野高等学校卒業。1974年、関西学院大学商学部卒業。1979年、関西学院大学大学院商学研究科博士課程後期課程満期退学。同年、関西学院大学商学部専任講師に就任。1989年、同教授に就任。商学部では経営学基礎、マネジメントサイエンス、経営数学などの講義を担当。学生副主任、学生主任、教務主任、商学部長・商学研究科委員長を歴任。大学では教務部委員、入試副部長および入試部長を歴任した。
体育会ラグビー部の部長を15年に亘り務めた。合宿に部員を帯同し、リーグ戦の応援に参加。2008年に51年ぶりの制覇、2009年に7戦全勝で2年連続の制覇、2014年に7戦全勝で5年振りの制覇。部長在任中に3度の関西制覇を成し遂げた。
研究業績は著書『目標計画法の研究』をはじめ多数の論文を執筆。大学院では博士課程後期課程指導教授。学会活動では日本経営数学会の役員を務める。

### 学歴
- 1969年(昭和44年) - 大阪府立北野高等学校卒業。
- 1970年(昭和45年) - 関西学院大学商学部入学。
- 1974年(昭和49年) - 関西学院大学商学部卒業。
- 1974年(昭和49年) - 関西学院大学大学院商学研究科修士課程入学。
- 1976年(昭和51年) - 関西学院大学大学院商学研究科修士課程修了。
- 1976年(昭和51年) - 関西学院大学大学院商学研究科博士課程後期課程入学。
- 1979年(昭和54年) - 関西学院大学大学院商学研究科博士課程後期課程満期退学。
- 1993年(平成5年) - 関西学院大学博士（商学）学位取得。

### 職歴
- 1979年(昭和54年) - 関西学院大学商学部専任講師に就任。
- 1983年(昭和58年) - 関西学院大学商学部助教授に就任。
- 1987年(昭和62年) - 関西学院大学教務部委員に就任。
- 1989年(平成元年) - 関西学院大学商学部教授に就任。
- 1989年(平成元年) - 関西学院大学商学部学生副主任に就任。
- 1990年(平成2年) - 大阪市立大学商学部非常勤講師に就任。
- 1991年(平成3年) - ワシントン大学客員研究員に就任。
- 1992年(平成4年) - 関西学院大学大学院商学研究科博士課程前期課程指導教授に就任。
- 1992年(平成4年) - 大阪女学院短期大学非常勤講師に就任。
- 1995年(平成7年) - 関西学院大学大学院商学研究科博士課程後期課程指導教授に就任。
- 1995年(平成7年) - 同志社大学大学院総合政策科学研究科非常勤講師に就任。
- 1996年(平成8年) - 関西学院大学入試副部長に就任。
- 1996年(平成8年) - 神戸商科大学大学院経営学研究科経営情報科学専攻非常勤講師に就任。
- 1998年(平成10年) - 関西学院大学商学部学生主任に就任。
- 1998年(平成10年) - 大阪経済大学非常勤講師に就任。
- 2000年(平成12年) - 関西学院大学商学部教務主任に就任。
- 2004年(平成16年) - 関西学院大学入試部長に就任。
- 2008年(平成20年) - 関西学院大学商学部長・大学院商学研究科委員長に就任。
- 2021年(令和3年) - 学校法人ポプラ学園ポプラ介護福祉学校の校長に就任。

### 学会役員
- 1997年(平成9年) - 日本経営数学会理事に就任。
- 1999年(平成11年) - 日本経営数学会理事に就任。
- 2003年(平成15年) - 日本経営数学会常任理事(研究担当)に就任。
- 2005年(平成17年) - 日本経営数学会常任理事(研究担当)に就任。
- 2007年(平成19年) - 日本経営数学会監事に就任。
- 2009年(平成21年) - 日本経営数学会常任理事(編集担当)に就任。
- 2011年(平成23年) - 日本経営数学会常任理事(編集担当)に就任。
- 2015年(平成27年) - 日本経営数学会常任理事(研究担当)に就任。
- 2017年(平成29年) - 日本経営数学会常任理事(研究担当)に就任。
- 2019年(令和元年) - 日本経営数学会監事に就任。
- 2021年(令和3年) - 日本経営数学会理事(編集担当)に就任。
- 2023年(令和5年) - 日本経営数学会常任理事(編集担当)に就任。

### 年表
- 2008年(平成20年) - 11月30日、関西大学リーグ最終戦で51年ぶり8回目の優勝。関西制覇[9]。
- 2009年(平成21年) - 12月5日、関西大学リーグで7戦全勝2年連続優勝。関西制覇2連覇[10]。
- 2012年(平成24年) - 4月5日、元ラグビー日本代表で主将を務めたアンドリュー・マコーミックの2012年度関西学院大学体育会ラグビー部ヘッドコーチ就任記者会見に出席し、挨拶した[11][12]。
- 2014年(平成26年) - 11月30日、関西大学リーグで7戦全勝優勝。5年ぶり10回目の関西制覇[13][14]。
- 2019年(令和元年) - 1月8日、B号館203号教室において関西学院大学商学部教授として最終の講義を行った[15][16]。
- 2022年(令和4年) - 4月1日、学校法人関西学院監事に就任する[17]。
- 2023年(令和5年) - 3月1日、学校法人ポプラ学園ポプラ介護福祉学校の第1期生の卒業式を執り行った[18]。

## 著書
- 『目標計画法の研究』泉文堂 1989年1月1日 ISBN 978-4793003141

### 分担執筆書
- 吉田和夫・大橋昭一編著『ドイツ経営学総論』第11章「経営数学」中央経済社 1982年5月1日 ISBN 978-4481315839
- 吉田和夫・大橋昭一編著『基本経営学総論』第10章「経営情報｣､ 第12章「経営戦略」中央経済社 1988年4月1日 ISBN 978-4481319837
- 吉田和夫編『企業と規制』(関西学院大学産研叢書13)第4章「企業目標と社会的規制―目標計画法による多目標分析―」清文社 1989年1月1日 ISBN  978-4792017194
- 高井眞編『グローバリゼーション―日本企業の挑戦―』(関西学院大学産研叢書15)第5章「単一欧州市場の出現と日本企業の対応」清文社 1991年3月1日 ISBN 978-4792061210
- 後藤幸男・田渕進編著『新経営財務論講義』第18章「財務数学入門」中央経済社 1994年4月1日 ISBN 978-4502339530
- 海道ノブチカ・深山明編著『ドイツ経営学の基調』第9章「経営情報と意思決定論」中央経済社 1994年6月1日 ISBN 978-4502325731
- 吉田和夫・大橋昭一編著『現代基本経営学総論』第10章「経営情報｣ 第12章「経営戦略」中央経済社 1995年3月1日 ISBN 978-4502349430
- 後藤幸男・中橋國藏・山中雅夫・西村慶一編著『経営と会計のニュー・フロンティア』第14章｢事業体の効率性評価法―DEAの基本モデル―」中央経済社 1998年4月1日 ISBN 978-4502345357
- 深山明・海道ノブチカ編著『経営学の歴史』第9章 ｢マネジメント・サイエンスの歴史｣中央経済社 2001年3月1日 ISBN 978-4502357633
- 深山明・海道ノブチカ編著『経営学の基礎』第10章 ｢経営意思決定論｣ 第17章 ｢情報化の進展と企業経営｣同文舘出版 2003年1月1日 ISBN 978-4495370510
- 深山明・海道ノブチカ編著『基本経営学』第4章 ｢意思決定｣同文舘出版 2010年1月1日 ISBN 978-4495378912

### 共訳書
- ヴォルフガング・ヴェーバー著 深山明・海道ノブチカ監訳『ヴェーバー経営経済学入門』第12章｢コンピュータ支援の情報システムとコミュニケーション・システム｣中央経済社 1996年2月1日 ISBN 978-4502333033

### 辞典等への執筆
- 吉田和夫・大橋昭一編著『基本経営学用語辞典』「ORほか計46項目」同文舘出版 1994年4月1日 ISBN 978-4495357115
- 経営学史学会編『経営学史事典』Ⅱ―B―[4]―4「マネジメント・サイエンス」事項「オペレーションズ・リサーチ､ ゲーム理論､動的計画法｣人名「ダンツィッヒ、フォン・ノイマン／モルゲンシュテルン､ ベルマン]文眞堂 2002年6月1日 ISBN 978-4830944215
- 吉田和夫・大橋昭一編著『基本経営学用語辞典』(3訂版)「売上高極大化モデルほか計47項目」同文舘出版 2003年9月1日 ISBN 978-4495357139
- 吉田和夫・大橋昭一監修､深山明・海道ノブチカ・廣瀬幹好編『最新・基本経営学用語辞典』「ゲーム理論ほか計43項目」同文舘出版 2010年3月15日 ISBN 978-4495357153
- 経営学史学会編『経営学史事典』[第2版]Ⅱ―B―[3]―10「マネジメント・サイエンス」事項「意思決定､ オペレーションズ・リサーチ､ゲーム理論､ 線形計画法､ 動的計画法」人名「ダンツィッヒ､ フォン・ノイマン／モルゲンシュテルン､ ベルマン」文眞堂 2012年5月31日 ISBN 978-4830947230

### 論文
- 瀨見博 | CiNii Research articles 検索

### 博士論文
- 『目標計画法の研究』関西学院大学 博士 (商学) 乙第173号 1993年3月30日 [19]

### プロジェクト
- 『社会的要請に応えうる経営数学のあり方と方法についての研究』[20]